# Bohumil Kosour
Bohumil Kosour (5. března 1913, Radňovice – 24. dubna 1997, Vsetín) byl československý voják, lyžař a atlet.

## Lyžařská kariéra
Na V. ZOH ve Svatém Mořici 1948 skončil v severské kombinaci na 32. místě a v běhu na lyžích na 18 km skončil na 58. místě. Na IV. ZOH v Garmisch-Partenkirchenu 1936 skončil na 8. místě v závodu vojenských hlídek. Na mistrovství světa v klasickém lyžování v roce 1938 v Lahti skončil v běhu na 18 km na 144. místě. Je rekordmanem Zlaté lyže, v závodě zvítězil pětkrát v letech 1939–1942 a po válce v roce 1949. V roce 1947 vyhrála štafeta z Nového Města na šampionátu ve Špindlerově Mlýně ve složení František Balvín, Bohumil Kosour, Karel Dvořák a František Zajíček. Závodil za SK Nové Město na Moravě.

## Atletická kariéra
V atletice závodil za SK Moravská Slavia Brno na vytrvaleckých tratích. Byl šestinásobným mistrem republiky – v přespolním běhu (1941 a 1942), v běhu na 3000 m překážek (1943 a 1945), v běhu na 5000 m (1943) a v lesním běhu (1945).